# 민제 (조선)
민제(閔霽, 1339년 ~ 1408년)는 고려 말기와 조선 초기의 문신이자 외척으로 민변의 아들이며 태종의 비 원경왕후와 민무구·민무질·민무휼·민무회의 아버지다.
본관은 여흥(驪興)이며 호는 어은(漁隱), 자는 중회(仲晦), 시호는 문도(文度)다.
고려 공민왕 때 문과에 급제하여 국자직학에 임명되었다. 우왕에 이르러 예의판서로 승진하였고 창왕의 대에 개성윤 및 상의밀직사사에, 공양왕의 대에 한성부윤으로 부임하였다.
하륜과는 막역한 사이로 하륜은 민제를 통해 태종 이방원을 소개받아 알게 되었다.
조선 개국이후 정당문학을 거쳐 예문춘추관태학사에 임명되었다.
1400년 문하우정승으로 임명되었다가, 곧 좌정승으로 승진하였다. 사위인 태종의 즉위 이후 여흥부원군에 봉해졌다.
아들인 민무구와 민무질이 탄핵받아 유배당하자 실의에 빠져 병으로 몸져 눕게 되었으며 1408년에 병사했다.

## 가족 관계
- 조부 : 민적(閔頔, 1269 ~ 1335)
- 부친 : 민변(閔忭, ? ~ 1377)
- 모친 : 양천현부인 양천 허씨(陽川縣夫人 陽川 許氏) - 허백(許伯)의 딸
- 장인 : 송선(宋璿)
- 장모 : 달성 하씨
  - 부인 : 삼한국대부인 여산 송씨(三韓國大夫人 礪山 宋氏, ? ~ 1424) 
    - 장녀 : 여흥 민씨(1355 ~ ?)
    - 사위 : 평양 조씨 조박(趙璞, 1356 ~ 1408)
      - 외손자 : 조신언(趙愼言)
      - 외손녀 : 박사현(朴斯絢)의 처

    - 차녀 : 여흥 민씨(1357 ~ ?)
    - 사위 : 완산군 이천우(完山君 李天祐, 1354 ~ 1417)
      - 외손자 : 여양군(驪陽君) 이굉(李宏)
      - 외손자 : 여성군(驪城君) 이완(李完)
      - 외손자 : 여흥군(驪興君) 이선(李宣)

    - 3녀 : 원경왕후(元敬王后, 1365 ~ 1420)
    - 사위 : 조선 3대 국왕 태종(太宗, 1367 ~ 1422)
      - 외손녀 : 정순공주(貞順公主, 1385 ~ 1460)
      - 외손녀 : 경정공주(慶貞公主, 1387 ~ 1455)
      - 외손녀 : 경안공주(慶安公主, 1393 ~ 1415)
      - 외손자 : 양녕대군(讓寧大君, 1394 ~ 1462)
      - 외손자 : 효령대군(孝寧大君, 1396 ~ 1486)
      - 외손자 : 조선 제 4대 국왕 세종(世宗, 1397 ~ 1450)
      - 외손녀 : 정선공주(貞善公主, 1404 ~ 1424)
      - 외손자 : 성녕대군(誠寧大君, 1405 ~ 1418)

    - 장남 : 여강군(驪江君) 민무구(閔無咎, 1369 ~ 1410)
    - 며느리 : 안동 권씨 - 권현(權玹)의 딸 
      - 손자 : 민추(閔麤)

    - 차남 : 여성군(驪城君) 민무질(閔無疾, 1372 ~ 1410)
    - 며느리 : 청주 한씨 - 한상환(韓尙桓)의 딸 
      - 손자 : 민촉(閔轟)
      - 손자 : 민삼(閔森)
      - 손자 : 민분(閔犇)
      - 손녀 : 김영륜(金永輪)의 처
      - 손녀 : 양성 이씨 이긴(李緊)의 처
      - 손녀 : 남양 홍씨 홍우명(洪禹明)의 처

    - 3남 : 여원군(驪原君) 민무휼(閔無恤, 1373 ~ 1416)
    - 며느리 : 성주 이씨 - 성산부원군(星山府院君) 이직(李稷)의 딸 
      - 손녀 : 송준(宋儁)의 처
      - 손녀 : 김양중(金養中)의 처
      - 손녀 : 여흥 민씨(1403 ~ ?)
      - 손녀 사위 : 심준(沈濬, 1405 ~ 1448) - 심온의 장남

    - 4남 : 여산군(驪山君) 민무회(閔無悔, 1375 ~ 1416)
    - 며느리 : 김익달(金益達)의 딸 
      - 손자 : 민뇌(閔磊)
      - 손녀 : 김치(金錙)의 처

    - 4녀 : 여흥 민씨
    - 사위 : 우의정 노한(盧閈, 1376 ∼ 1443)
      - 외손자 : 노물재(盧物栽, ? ~ 1446)
      - 외손자 며느리 : 청송 심씨 - 심온의 3녀
        - 외증손자 : 노사신(盧思愼, 1427 ~ 1498)

      - 외손녀 : 이종인(李種仁)의 처
      - 외손녀 : 최후(崔厚)의 처

## 민제가 등장하는 작품
- 《추동궁 마마》(KBS, 1983년, 배우:강성욱)
- 《용의 눈물》(KBS, 1996년~1998년, 배우:송재호)
- 《정도전》(KBS, 2014년, 배우:안승훈)
- 《육룡이 나르샤》(SBS, 2015년, 배우:조영진)
- 《태종 이방원》(KBS, 2021년, 배우:김규철)
- 《원경》(tvN, 2025년, 배우:박지일)